# Idneodes tretopteralis
Idneodes tretopteralis är en fjärilsart som beskrevs av Émile Louis Ragonot 1892. Idneodes tretopteralis ingår i släktet Idneodes och familjen mott. Inga underarter finns listade i Catalogue of Life.